# Eleições legislativas portuguesas de 1973
As eleições legislativas portuguesas de 1973 foram as últimas realizadas durante a vigência da Constituição portuguesa de 1933. Realizaram-se em 28 de Outubro de 1973, tendo sido eleitos os 150 deputados da Assembleia Nacional. A Acção Nacional Popular elegeu a totalidade dos deputados, tendo a Oposição Democrática, que constituía as CDEs, denominações distritais dos democratas de várias tendências políticas, como os militantes e simpatizantes do PCP e do PS, então na clandestinidade, e de outras tendências, desistido por considerar que não existiam condições para a realização de eleições livres.
Os trabalhos da nova Legislatura iniciaram-se em 15 de novembro de 1973 e terminaram com a dissolução em 26 de abril de 1974.

## Resultados Nacionais
| Partido                                                                                            | Partido                 | Votos                                                         | %                                                             | +/-                                                           | Deputados                                                     | +/-                                                           |
| -------------------------------------------------------------------------------------------------- | ----------------------- | ------------------------------------------------------------- | ------------------------------------------------------------- | ------------------------------------------------------------- | ------------------------------------------------------------- | ------------------------------------------------------------- |
| | Acção Nacional Popular  | 1 393 294                                                     | 100                                                           | 12,01                                                         | 150 / 150                                                     | 20                                                            |
| | Oposição Democrática(a) | A oposição anunciou desistência antes das eleições ocorrerem. | A oposição anunciou desistência antes das eleições ocorrerem. | A oposição anunciou desistência antes das eleições ocorrerem. | A oposição anunciou desistência antes das eleições ocorrerem. | A oposição anunciou desistência antes das eleições ocorrerem. |
| Votos Inválidos                                                                                    | Votos Inválidos         | 0                                                             | 0,00                                                          |                                                               |                                                               |                                                               |
| Total                                                                                              | Total                   | 1 393 294                                                     | 100                                                           |                                                               | 150                                                           | 20                                                            |
| Eleitorado/Participação                                                                            | Eleitorado/Participação | 2 096 020                                                     | 66,4                                                          | 3,9                                                           |                                                               |                                                               |
| Fonte                                                                                              | Fonte                   | [ 3 ]                                                         | [ 3 ]                                                         | [ 3 ]                                                         | [ 3 ]                                                         | [ 3 ]                                                         |
| (a) A CDE desistiu por considerar que não existiam condições para a realização de eleições livres. |                         |                                                               |                                                               |                                                               |                                                               |                                                               |